# Telediocesi Salerno
Telediocesi Salerno è un'emittente a carattere religioso fondata a Salerno, per iniziativa dell'allora Vescovo Mons. Guerino Grimaldi, nel 1987. Estende fin dall'inizio la propria copertura nel salernitano ed in provincia di Avellino, trasmettendo oltre che dalla postazione di Colle Bellaria dai ripetitori di Postiglione, Iaconti e Monte Vergine. 

In seguito al passaggio alla tecnologia digitale, viene autorizzata dal Ministero delle Comunicazioni a trasmettere il proprio multiplex nelle province di Salerno e Avellino sul canale UHF 51. Il canale TDS, canale 73 del digitale terrestre, è presente anche all'interno del multiplex di LiraTV. È possibile seguire Tds, Tele Diocesi Salerno, in streaming sul sito internet www.telediocesi.it ed anche attraverso i social con le pagine Facebook (Tds e TDS Salerno).

## Frequenze
Questa lista è suscettibile di variazioni e potrebbe essere incompleta o non aggiornata.

- Ch.51 Salerno Colle Bellara
- Ch.51 Poggio Pianello (Iaconti di Dragonea)
- Ch.51 Fisciano-Villa Pizzolano
- Ch.51 Monte Vergine (AV)
- Ch.51 Pellezzano-Spirito Santo
- Ch.51 Postiglione-Piano delle Vacche